# Bramy maramurskie
Bramy maramurskie (rum. poarta maramureșeană) – charakterystycznie zdobione drewniane bramy w regionie Marmarosz w Rumunii.

## Charakterystyka
Bramy, obok drewnianych cerkwi, są znakiem rozpoznawczym regionu Marmarosz. To okazałe konstrukcje w ciągu ogrodzenia lub wolnostojące, oparte na trzech drewnianych słupach, zazwyczaj nakryte czterospadowym dachem pokrytym gontem. Współcześnie można również spotkać większe konstrukcje o sześciu słupach. Powierzchnie słupów, belek je łączących są podrzeźbiane, przeważnie ornamentami geometrycznymi, istnieją również przykłady dekoracji z motywami roślinnymi, zoomorficznymi, a nawet antropomorficznymi. Skrzydła bram, drzwi furtek oraz płyciny nad furtkami w górnych partiach są ażurowe. W kontekście historycznym bramy w rejonie Maramuresz były znakiem przynależności do grona lokalnej szlachty, ponieważ tylko ludzie o takim pochodzeniu mogli je wznosić. Na bramach odnaleźć można również inskrypcje z datami ich wzniesienia. Budowa obwarowana była wieloma zwyczajami – jednym z nich był obowiązek ścinania drzewa przeznaczonego do budowy tylko przy pełni księżyca – zabezpieczać to miało przed przenikaniem nieczystych sił do gospodarstwa, którego strzegła konkretna brama.
Bramy tego typu można zobaczyć w dolinie rzeki Izy, Mary, Cosău oraz gdzieniegdzie w rejonie Lăpuș.

## Motywy dekoracyjne
Prawie cała powierzchnia drewnianej konstrukcji może stanowić pole pod dekorację snycerską. Motywy i symbole odnoszą się do mitycznych porządków przedchrześcijańskich i chrześcijańskich oznaczających opozycje: znane – nieznane, wewnętrzny – zewnętrzny, bezpieczny – niebezpieczny. Równocześnie pełniły funkcje apotropaiczne. Najczęściej stosowane symbole geometryczne to:
- solarne w tym rozeta (motyw popularny w całym łuku Karpat i na Bałkanach), lunarne – księżyc, koło, gwiazda, ósemki, romb, sznur, różnego rodzaju krzyże;
- roślinne: winna latorośl, żołądź;
- zoomorficzne: zęby wilka, pszczoła (symbol bezpieczeństw i dobrobytu), ryba (symbol czystości), kruk, orzeł[5].

## Galeria

Współczesna drewniana brama (region Maramuresz)
Górna część bramy
Drewniana brama w miejscowości Sӑcel w Rumunii
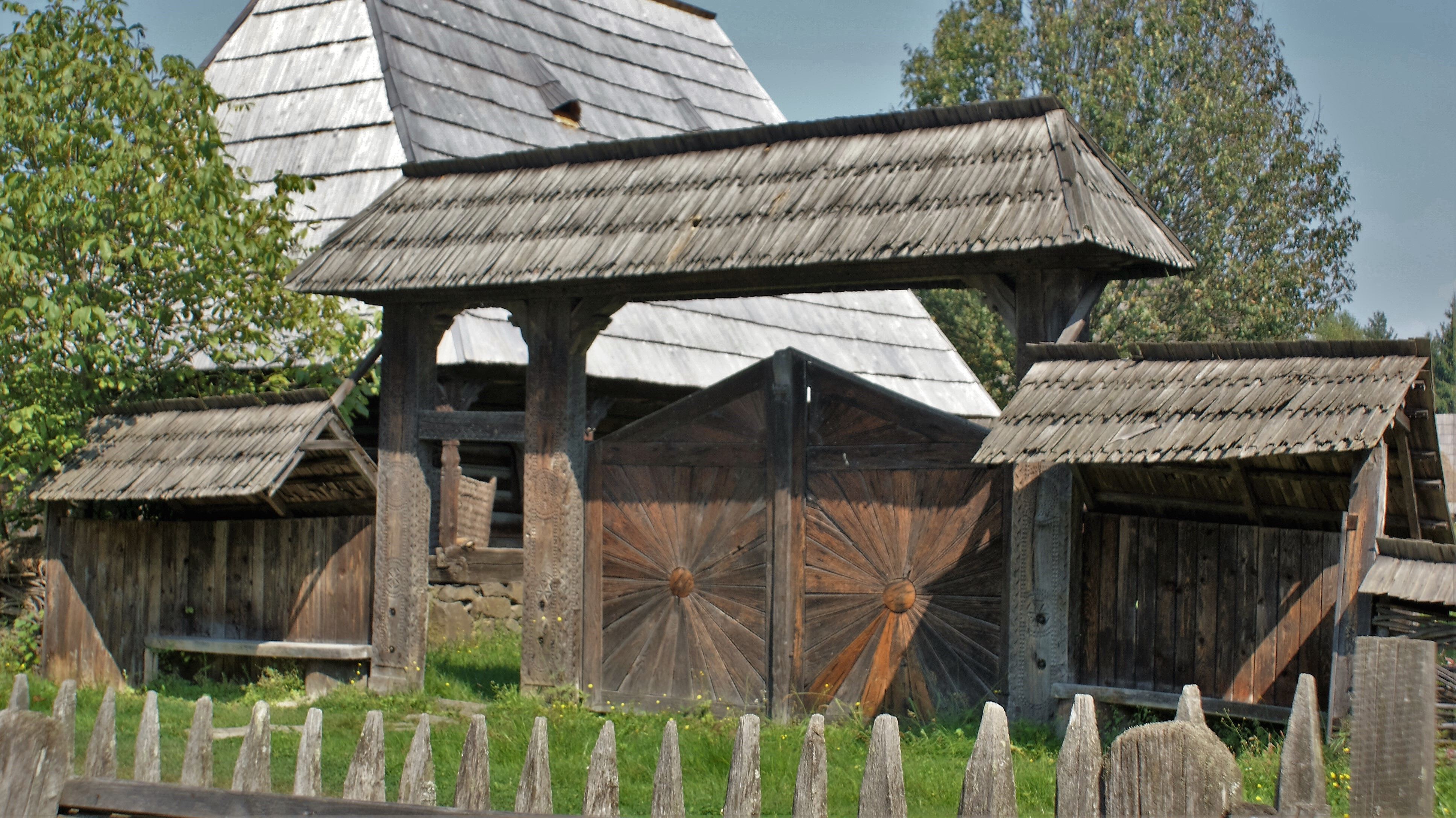
Brama w Maramurskim Muzeum Wsi
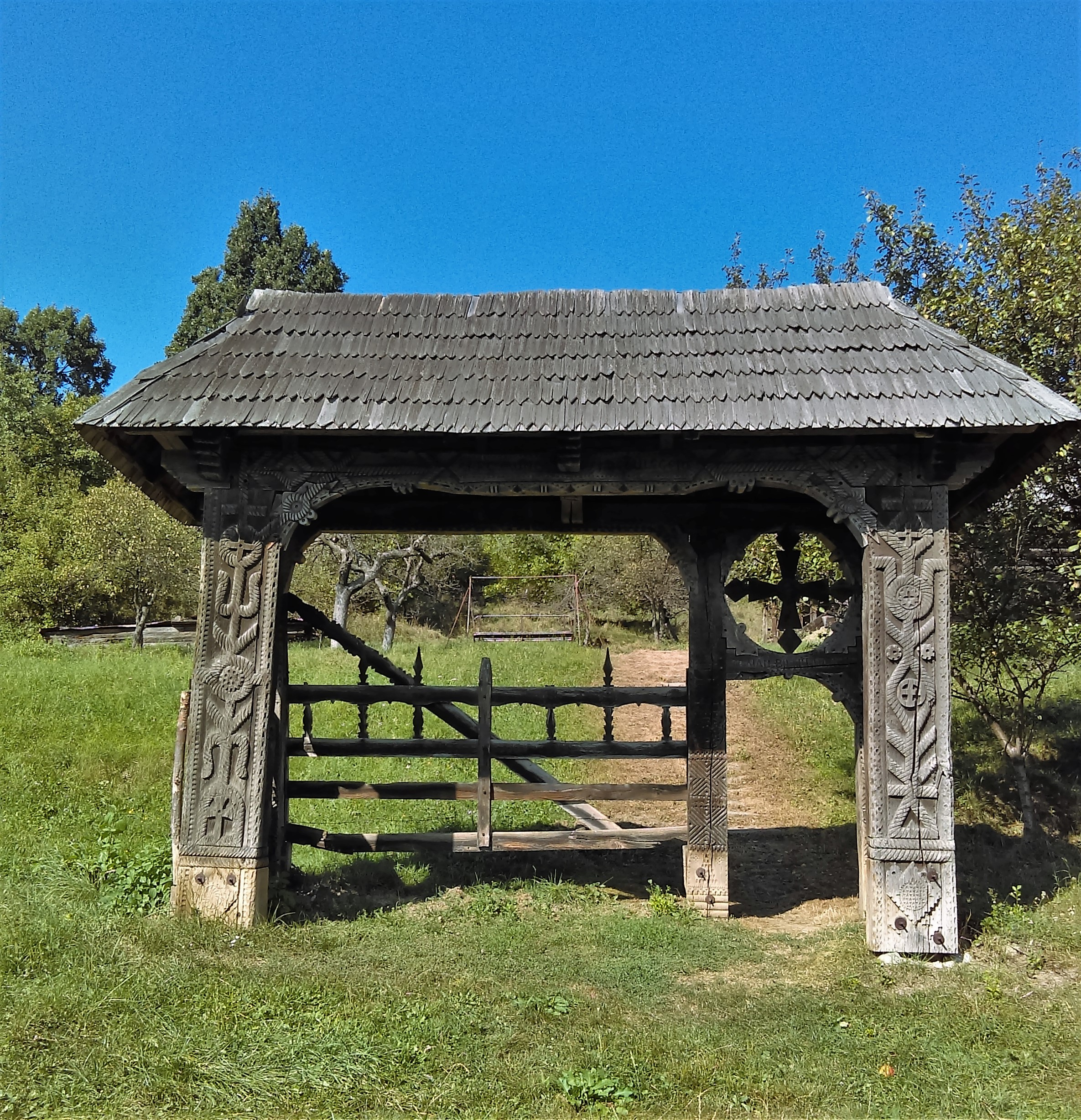
Brama w Muzeum w Baia Mare
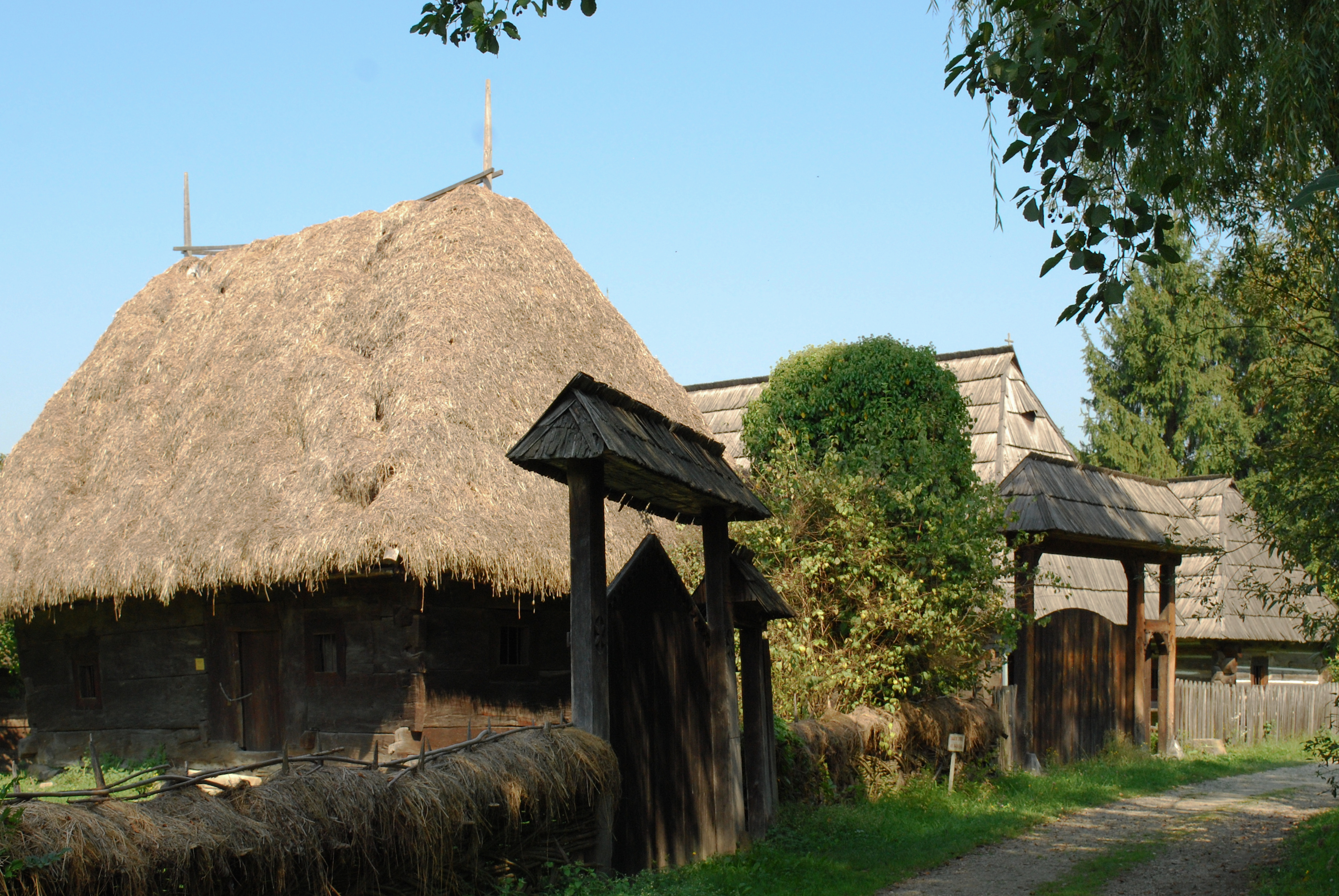
Zabytkowe bramy maramurskie w Skansenie Wsi Maramurskiej w Syhocie Maramurskim
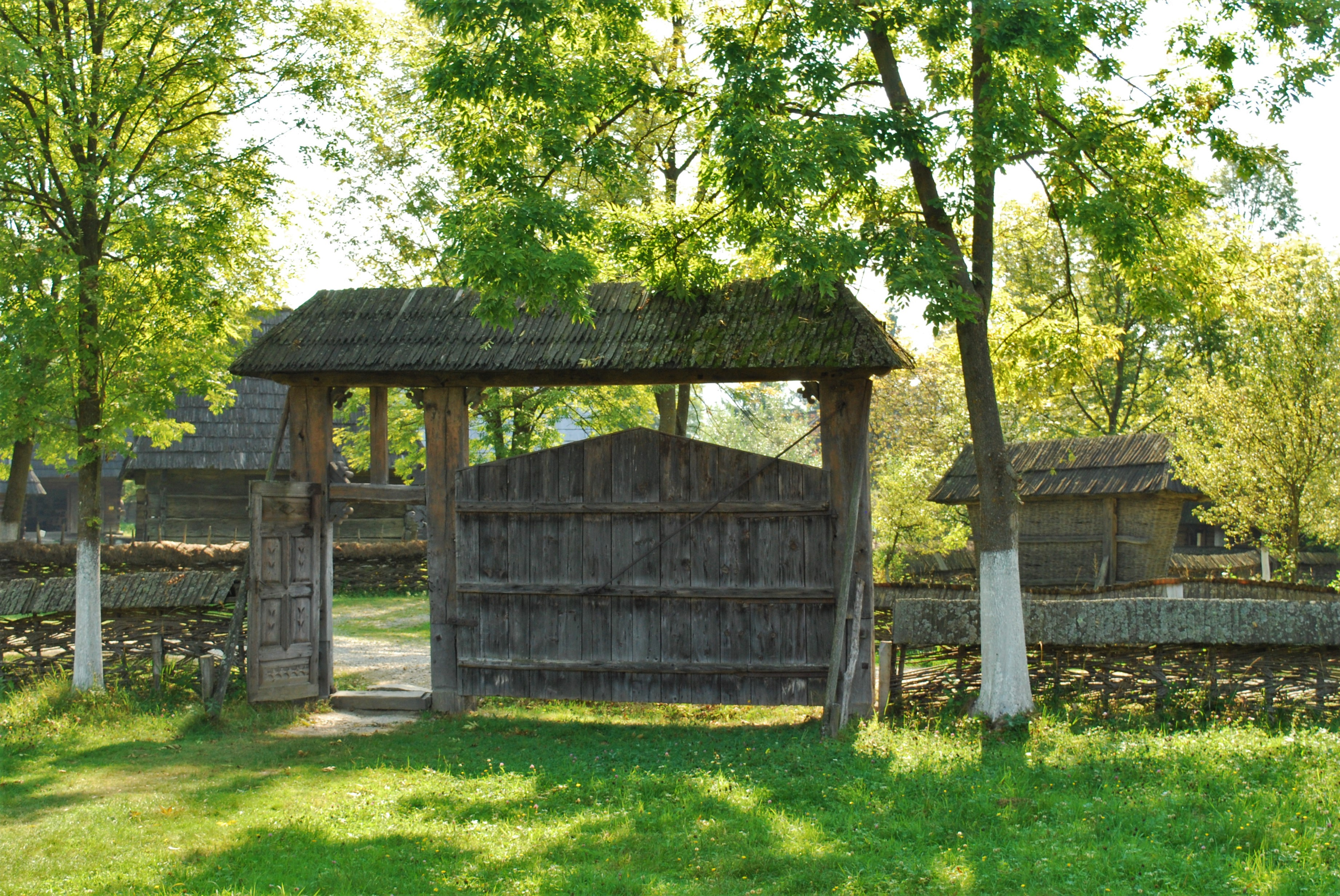
Zabytkowa brama maramurska